# Дара Ролинс
Дара Ролинс (наст. имя Дарин(к)а Ролинцова (словац. Darin[k]a Rolincová, урожд. Гамбошова (словац. Gambošová), род. 7 декабря 1972, Братислава, Чехословакия) — словацкая поп-певица, живущая в Праге. Клипы на её песни (в частности, на песню Ak náhodou («Если случится») показывали в СССР в передаче «Утренняя почта».

## Биография
Впервые появилась на телевидении в возрасте четырёх лет. Произошло это случайно, во время съемок детской телепередачи Matelko. 
В 1978 году выиграла конкурс Hledáme mladé talenty («Ищем молодые таланты»), после чего пела в Чехословацком детском хоре в Братиславе. Брала уроки игры на фортепиано.
Музыкальную карьеру начала в девять лет — приняла участие в телевизионном мюзикле Zázračný autobus («Чудесный автобус», 1982). 
Дебютный альбом Даринки Ролинцовой Keby som bola princezná Arabela («Если б я была принцессой Арабелой») вышел на словацком звукозаписывающем лейбле Opus в 1983 году. 
6 декабря 1984 года исполнила с Карелом Готтом песню Zvonky štěstí («Колокольчики счастья»). В 1985 году исполненная ими же немецкая версия этой песни, Fang das Licht («Поймай свет»), заняла восьмое место в чартах Австрии и 15-е место в чартах ФРГ.
В подростковом возрасте пела в нескольких фильмах, среди них Falošný princ («Принц-самозванец», 1984). Выпустила несколько поп-альбомов: Darinka («Даринка», 1986), Čo o mne vieš («Что ты обо мне знаешь», 1988) и саундтрек к фильму  Takmer ružový príbeh («Почти розовая история», 1990; в этом фильме она также снялась в роли Спящей красавицы).
Позднее записала несколько альбомов, снялась в нескольких фильмах, к некоторым из которых, как, например, V peřine («Внутри перины», 2011) написала музыку. В качестве члена жюри принимала участие в телевизионных шоу Slovensko hľadá SuperStar («Словакия ищет суперзвезду», 3 сезон, 2007) Česko Slovenská Superstar («Чехословацкая суперзвезда», 1 сезон, 2009), Let’s Dance (5 сезон, 2011) и в качестве наставника Hlas Česko Slovenska («Голос Чехии и Словакии» 1 сезон, 2012 сольно, 2 сезон, 2014 вместе Мартой Яндовой).

## Дискография

### Альбомы
- 1983 Keby som bola princezná Arabela — Opus 9113 1470, LP
- 1984 Zvonky štěstí (Fang das Licht) (Карел Готт и Дарина Ролинцова)/Moje druhé já (Карел Готт и Дарина Ролинцова) — Supraphon, SP
- 1985 O tom budem píseň hrát — Darinka Rolincová/Spoločne — Darinka Rolincová — Supraphon 1143 3124, SP
- 1986 Darinka — Supraphon, LP (Darinka Rolincová)
- 1985 Kapela snov — Darinka Rolincová/Báseň — Darinka Rolincová — Supraphon, SP
- 1988 Čo o mne vieš — Supraphon, LP
- 1989 Skús ma nájsť/Bez veľkej slávy — Supraphon 11 0274 — 7311, SP
- 1990 Témeř ružový příběh — Supraphon, (Darina Rolincová)
- 1996 What you see is what you get -, CD (Dara Rolins)
- 1997 Sen lásky — BMG, CD (Darina Rolincová)
- 2002 What’s my name — Sony Music/Bonton, CD (Dara Rolins)
- 2005 1983—1998 — Sony Music/Bonton, CD (Darina Rolincová 1983—1998)
- 2006 D1 — Sony BMG, CD (Dara Rolins)
- 2008 D2 — Sony BMG, CD (Dara Rolins)
- 2009 Šťastné a veselé — Universal Music 2729870 EAN 0 602527 29870 2, CD
- 2011 — MONO
- 2011 — STEREO

### Компиляции
- Cengá do triedy — Opus, LP — 02. «Dve mamičky», 05. «Športové drevo», 07. «ZOO»
- You hardly know me -, LP
- Snehulienka a 7 pretekárov — Opus, LP — 02. «Stretnutie», 05. «Snehulienka», 13. «Veľké finále»
- Šmoulové — Supraphon, LP
- Reunited -, CD — 01. «Special radio edit», 02. «Album version», 03. «Slow Motion»
- 1981 Rozprávkový autobus — Opus
- 1983 Drevený tato — Opus
- 1984 Tip top 2 — Supraphon (поют: группа Olympic, Дарина Ролинцова, Карел Готт и другие)
- 1986 Nejhezčí dárek — Jiří Zmožek (2) — Supraphon 1113 4368 H, LP — 11. «Nejhezčí dárek»
- 1987 Winterland — Wunderland -, LP — 11. «Eine Muh, eine Mäh», 13. «Weihnachten steht vor der Tür», 14. «Du lieber Weihnachtsmann», 21. «Wieder geht ein Jahr zu Ende»
- 1988 Šťastné znamení — Ladislav Štaidl — Supraphon 11 0031, LP
- 1988 Šmoulové — Supraphon 11 0317 — 1, LP — 09. «Škriatok», 13. «Šmoulí song» (поют Даринка Ролинцова, Карел Готт, Ивета Бартошова, Иржи Корн, Петра Яну и другие)
- 1994 Thumbelina (O Malence) — , CD — 03. «Thumbelina», 04. «Stůj», 06. «Být ti vším II», 11. «Někdo měl mě rád», 13. «Setkání», 14. «Být ti vším III»,
- 2003 My Philosophy — Helicó — Millenium Records, CD — 17. «Zostať smieš (Nize&Slow)» Helicó a Dara Rolins
- 2004 Vráť trochu lásky medzi nás — Zavodský, DVD — 05. «Zostať smieš» (Nize & Slow) — Helicó feat. Dara Rolins
- 2005 Vyvolení — Ide o život — EAN: 8588003334169 , CD −01. «Ide o život»
- 2007 Gold Supermix 1 — Opus, CD — 13. «Arabela» (Даринка Ролинцова и Яна Надьова)
- 2008 Najkrajšie detské hity — Opus (edice Gold), CD — 04. «Arabela» (Даринка Ролинцова и Яна Надьова) / 11. «Aprílové deti» (Петер Надь и Даринка Ролинцова)

## Фильмография
- Tam je hviezda Sirius (1983)
- Falošný princ (1984)
- Není sirotek jako sirotek (1986)
- Takmer ružový príbeh (1990)
- Ženy pro měny (2004)
- V peřine (2011)

## Семья
- Родители — Душан Гамбош (р. 1948) и Златица Ролинцова (р. 1945). Сестра — менеджер и автор текстов Яна Ролинцова-Гадлова (урожд. Яна Лабасова, р. 1964; вышла замуж за чешского продюсера пластинок Даниэла Гадла).
- Дочь Лаура (р. 25 марта 2008). Отец ребёнка — солист и гитарист чешской рок-группы Wohnout Матей Гомола (р. 12 июня 1973).
- Бойфренд певицы — чешский рэп- и поп-исполнитель Ритмус (наст. имя Патрик Врбовски, р. 3 января 1977). В 2018 году, по сообщениям СМИ, пара разошлась [5]. В конце 2021 года стало известно, что новым возлюбленным Дары Ролинс является знаменитый чешский футболист Павел Недвед[6].